# 郎胜
郎胜（1954年2月—），男，汉族，浙江杭州人，中华人民共和国政治人物，中国共产党党员。中国政法大学法律系法学专业毕业。第十一届、十二届全国人大常委会委员。曾任全国人大常委会法制工作委员会副主任。

## 生平
曾任全国人大常委会法制工作委员会刑法室主任。2008年12月，任全国人大常委会法制工作委员会副主任。2016年2月，被免去全国人民代表大会常务委员会法制工作委员会副主任职务。